# Riddere og Banditter
Riddere og banditter er en type af logiske gåder, hvor nogle personer kun kan svare sandfærdigt og andre falsk. Navnet blev opfundet af Raymond Smullyan, i hans 1978 bog What Is the Name of This Book?
Gåderne foregår på en fiktiv ø, hvor alle indbyggerne er enten riddere, som altid siger sandheden, eller banditter som altid lyver. Gåderne involverer en besøgende på øen som møder en lille gruppe indbyggere. Normalt er målet for den besøgende at finde ud af hvilken type indbyggerne er fra deres svar/erklæring. Men nogle gåder af denne type spørgsmål bruger andre typer af fakta. Nogle gange kan svarene også være ja-nej spørgsmål, som den besøgende kan spørge, for at finde ud af noget specielt information.
En af Smullyans eksempler af sådan en type gåde, involverer 3 indbyggere navngivet A, B og C. Den besøgende spørger A hvilken type de er, men de hører ikke A svar. B siger så at " A siger at de er en bandit" og så siger C “ikke tro på B, de lyver!” . For at løse den her gåde husk at ingen indbygger kan sige at de er en bandit. Derfor er B svar løgn, så B må være en bandit, som så betyder at C svar er rigtigt så derfor er C en ridder. Siden As svar måtte være “jeg er en ridder” er det ikke muligt at finde ud af om A er en ridder eller bandit med den information vi har fået.
Maurice Kraitchik præsenterer den samme gåde i bogen “Mathematical Recreations” i 1953, hvor to grupper på en fjern ø, hvor begge enten lyver eller siger sandheden, og svarer på de samme spørgsmål som den første.
I nogle varianter, kan indbyggerne også være skiftere som kan skifte mellem at lyve, sige sandheden og at være normal som kan sige hvad de vil. En anden komplikation er at indbyggerne kan svare ja-nej spørgsmål i deres eget sprog, og den besøgende ved kun at “bal” og “da” betyder “ja” og “nej” men de ved ikke hvilken der er ja og hvilken der er nej. De her typer af gåder har været en stor inspiration som det som nu kendes som  "the hardest logic puzzle ever".

## Eksempler
En stor del af elementære gåder kan blive løst ved at bruge lovende af Boolean algebra og logisk sandhedstabeller. Fortrolighed med Boolesk algebra og dens simpel proces vil hjælpe dig med at forstå de følgende eksempler

### Begge Banditter
Alice siger "vi er begge banditter".
I den her situation er Alice banditten og Bob en ridder. Alices erklæring kan ikke være sand, fordi en bandit som indrømmer at være en bandit ville være det samme, som en bandit som siger sandheden at de er en bandit, som er kendt som "The liar paradox". Så fordi Alice er en bandit, så må Bob være en ridder fordi hun løj om at de begge var en bandit.

### Samme eller forskellige slags
Alice siger  "Vi er den samme slags" Men Bob siger "vi er forskellige slags".
I denne situation har de forskellige erklæringer, så den ene må være en ridder og den anden en bandit. Siden det er det samme som hvad Bob sagde, så må Bob være en ridder og Alice en bandit.

### Identitetet alene
Hvis en vil vide om en person er en ridder eller en bandit, kan det blive testet med bare at simpel spørge dem et spørgsmål, svaret er allerede kendt. I filmen The Enigma of Kaspar Hauser, hvor en karakter løser gåden om den man er en ridder eller en bandit med at spørger manden om "han var en træ frø".